# 輪舞 (1964年の映画)
『輪舞』（りんぶ、原題 フランス語: La Ronde）は、1964年に製作・公開されたフランスとイタリアの合作映画である。

## 概要
1950年にマックス・オフュルス監督によりフランスで製作されたアルトゥル・シュニッツラーの戯曲の再映画化作品であり、ロジェ・ヴァディムが監督、ジェーン・フォンダ（この翌年ヴァディム監督と結婚）やモーリス・ロネなどが出演した。
第一次世界大戦前夜のパリを舞台としている。

## キャスト
- 娼婦：マリー・デュボワ（日本語吹替：武藤礼子）
- ジョルジュ（兵士）：クロード・ジロー（日本語吹替：岩田安生）
- ローズ（小間使い）：アンナ・カリーナ（日本語吹替：池田昌子）
- アルフレ：ジャン＝クロード・ブリアリ（日本語吹替：仲村秀生）
- ソフィー（若妻）：ジェーン・フォンダ
- アンリ（ソフィーの夫）：モーリス・ロネ
- 少女：カトリーヌ・スパーク
- 作家：ベルナール・ノエル
- マクシミリエンヌ（女優）：フランシーヌ・ベルジェ
- 伯爵：ジャン・ソレル

※日本語吹替：初回放送1969年10月27日『月曜ロードショー』

## スタッフ
- 監督：ロジェ・ヴァディム
- 製作：ロベール・アキム、レイモン・アキム
- 脚色：ジャン・アヌイ
- 音楽：ミシェル・マーニュ
- 撮影：アンリ・ドカエ
- 編集：ヴィクトリア・メルカントン
- 美術/プロダクションデザイン：フランソワ・ド・ラモテ
- 衣裳：マルク・デルニッツ

## 映画賞ノミネーション
- ゴールデングローブ賞外国語映画賞